# سای زن برزنجیر
سای زن برزنجیر یک ستاره است که در صورت فلکی آندرومدا قرار دارد.